# Лофур анамський
Лофур анамський (Lophura edwardsi) — вид куроподібних птахів родини фазанових (Phasianidae). Ендемік В'єтнаму.
Видова назва edwardsi вшановує французького орнітолога Альфонса Мілн-Едвардса (1835—1900).

## Опис
Довжина анамських лофурів становить 58-65 см, враховуючи хвіст, довжина якого у самців становить 24-26 см, а у самиць 20-22 см. Вага самців становить 1115—1100 г, самиць 1050 г. Забарвлення самців повністю чорне з синім відблиском, самиці мають переважно каштаново-коричневе забарвлення, лапи червоні, у самців на голові є білий чуб. На обличчі у анамських лофурів є плями червоної голої шкіри, які у самців більш яскраві, ніж у самиць.

## Поширення
Анамські лофури мешкають в Центральному В'єтнамі, де були зафіксовані в провінціях Хатінь, Куангбінь, Куангчі та Тхиатх'єн-Хюе. Вони живуть у вічнозелених лісах, серед пальм і бамбуків, віддають перевагу місцевостям з густим підліском та вкритим ліанами схилам пагорбів. Сезон розмноження у них триває з березня по квітень, в кладці від 4 до 7 округлих, блідо-рожевих, поцяткових кремовими плямками яєць, інкубаційний період триває 20-22 дні.

## Збереження
МСОП класифікує цей вид як такий. що перебуває на межі зникнення. За оцінками дослідників, дика популяція анамських лофурів становить від 50 до 250 дорослих особих, а в неволі живе понад 1000 птахів цього виду. Анамським лофурам загрожує знищення природного середовища.